# 10.000 lire

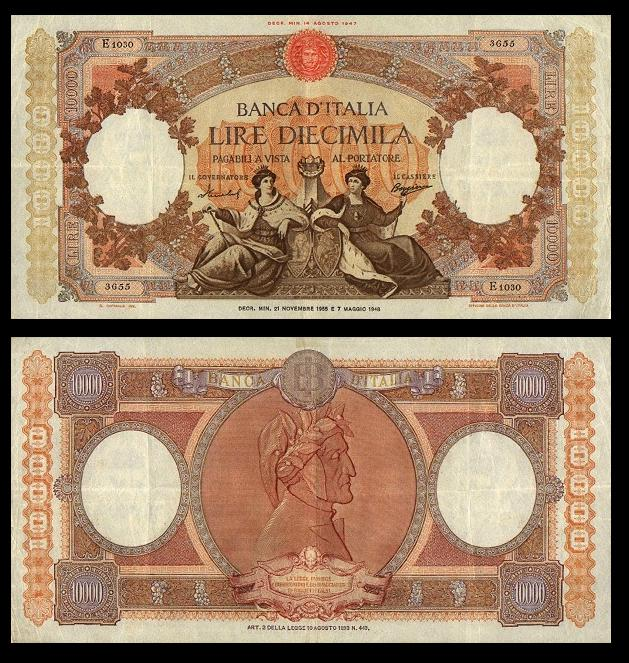
La banconota da 10000 lire con Dante Alighieri emessa dal 1948 al 1963.

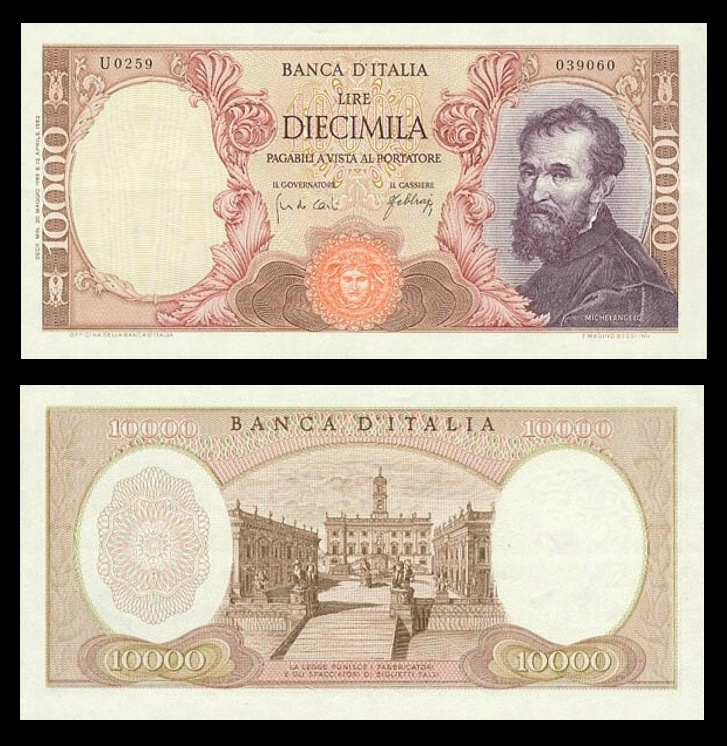
La banconota da 10000 lire con Michelangelo emessa dal 1963 al 1977.

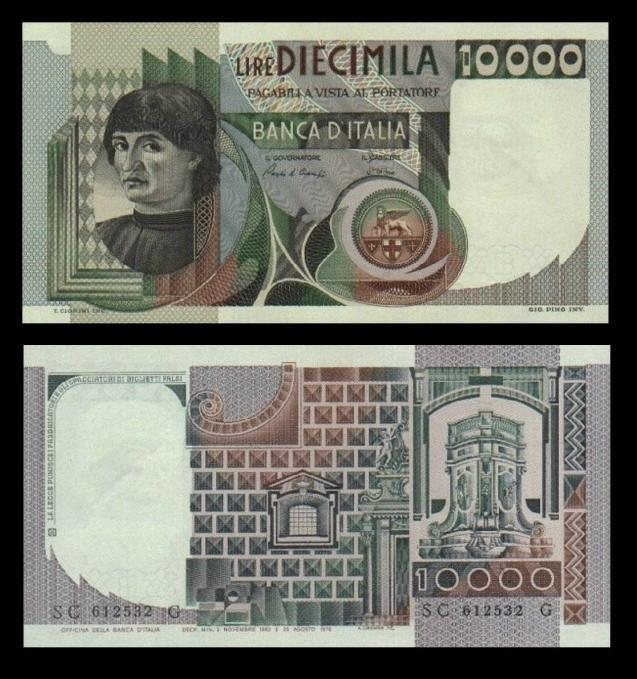
La banconota da 10000 lire, detta Machiavelli emessa dal 1977 al 1984.

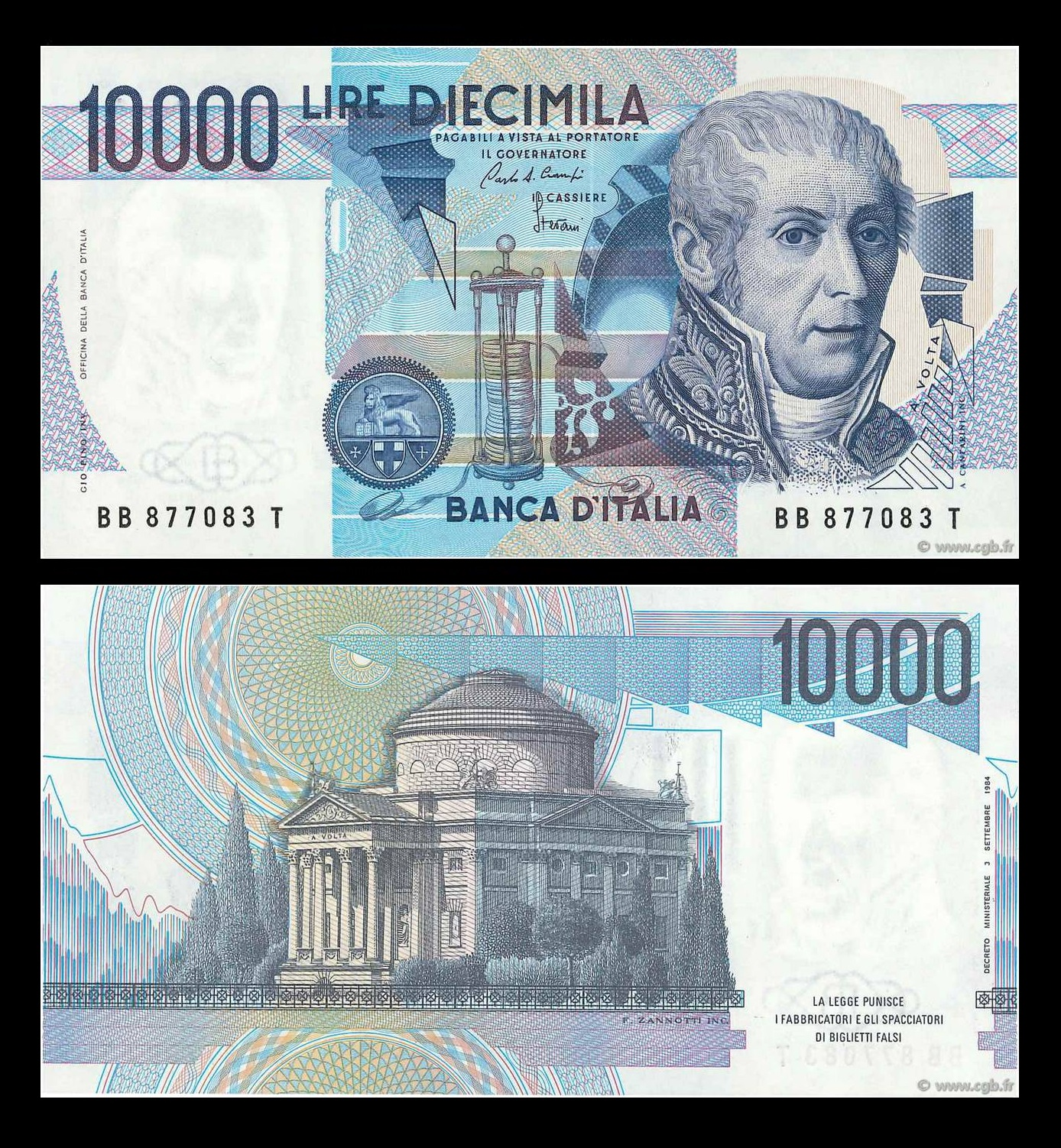
La banconota da 10000 lire "Alessandro Volta" emessa dal 1984 al 1998. Sul retro compare l'immagine del Tempio Voltiano di Como.

La banconota da 10 000 lire era uno dei tagli di cartamoneta circolanti in Italia prima dell'introduzione dell'euro.

## Storia
Il testo di legge che regolava gli istituti di emissione dell'aprile 1910 limitava al taglio di lire 1000 la possibilità di emettere banconote.
Poco dopo la fine della seconda guerra mondiale, con un decreto ministeriale del 3 agosto 1945, la Banca d'Italia fu autorizzata all'emissione provvisoria di titoli al portatore che permettessero di far fronte alle esigenze. La Banca d'Italia emise quindi dei "titoli provvisori" da 5 000 e 10 000 lire che erano equivalenti come potere liberatorio ai biglietti a corso legale. 
Nel titolo provvisorio da 10 000 lire sono riprodotte "con procedimento numismatico" due teste muliebri rivolte entrambe verso il centro, raffiguranti quella a sinistra un profilo di Cerere e quella destra il profilo dell'Italia. Colore rosso carminio. Dimensioni: 205 mm× 60 mm (cornice rettangolare compresi i margini). Carta: bianca filigranata. Officina: Officina della Banca d'Italia. N. pezzi autorizzati: 7 450 000. Normativa: D.M. 3 agosto 1945; D.M. 17 novembre 1947.
Solo con la legge 1273 del 7 ottobre 1948 fu autorizzata l'emissione di banconote di questi tagli.

## Prima serie: Dante
La prima apparizione del taglio da 10 000 lire avvenne nel 1948. Il biglietto sarebbe stato emesso fino al 1963.
Sul recto la banconota presenta colorazione d'insieme rosso giallastra. Il disegno è composto da una decorazione di stile rinascimento stampata in tipografia e dal gruppo allegorico Genova e Venezia, in colore bruno rossiccio, stampato in calcografia. Sui lati perpendicolari, al di fuori della riquadratura del biglietto, è impresso un fregio eseguito a "guilloche" indicante il valore 10 000 in cifre fantasia, stampato in colore giallastro. In filigrana compaiono, nei due medaglioni risparmiati dalla stampa, i busti di Michelangelo e di Galileo Galilei.
Sul verso, nella parte centrale, entro un medaglione, è impressa in rosso carminio la riproduzione in calcografia di una testa raffigurante il profilo di Dante.
Il bozzetto è di Giovanni Capranesi. Incisione di Andrea Bianchi. Dimensioni: 246 mm × 125 mm (compresi i margini); 231,5 mm × 111 mm (la parte cromatica.
Carta: bianca di impasto ad alte caratteristiche, filigranata.
Caratteristiche tecniche: stampate in tipografia e calcografia. Officina: Officina della Banca d'Italia. N. pezzi autorizzati: 495 000 000 Normativa: D.M. 7 maggio 1948

## Seconda serie: Michelangelo
In seguito, ebbe grande fortuna e longevità la celebre banconota rosa raffigurante Michelangelo (prima emissione 1962; ultima emissione 1977).
Sul recto in filigrana compare, nell'ovale di sinistra, il busto del Davide di Michelangelo, nell'ovale di destra il busto di Michelangelo. Sul verso è rappresentata una veduta di piazza del Campidoglio a Roma. Il bozzetto è di Florenzo Masino Bessi.
Incisione: Mario Baiardi
Dimensioni: circa 158 mm × 78 mm (compresi i margini bianchi); circa 146 mm × 65,5 mm (la parte cromatica)
Carta: filigranata bianca di impasto ad alte caratteristiche
Caratteristiche tecniche: stampato in calcografia e offset-secca
Officina: Officina della Banca d'Italia
N. pezzi autorizzati: 1 519 200 000
Normativa: D.M. 12 aprile 1962

## Terza serie: ritratto di uomo di Andrea del Castagno
Sul recto, o fronte, è rappresentato un busto maschile riproducente il Ritratto di un uomo a mezzo busto del pittore rinascimentale Andrea del Castagno, originale conservato nel National Gallery di Washington, il leone alato di San Marco, simbolo di Venezia, sovrastante gli stemmi di Genova, Pisa e Amalfi. A destra, in filigrana a punto fisso, è raffigurato lo stesso busto.
Sul verso, o retro, sono rappresentati degli elementi architetturali: le pietre bugnate a diamante e parte dell'entrata della Chiesa del Gesù Nuovo di Napoli.
- Le dimensioni della banconota sono: circa 133 mm × 70 mm
- Il bozzetto è di Giovanni Pino, incisione di Trento Cionini
- La carta è filigranata, lievemente colorata, di impasto speciale, ad alte caratteristiche, contenente fibrille luminescenti e un filo di sicurezza svolgentesi in senso verticale.
- Caratteristiche tecniche: stampato in calcografia e in letter-set
- Officina: Officina della Banca d'Italia
- Numero pezzi autorizzati: 1 170 400 000
- Normativa: decreto ministeriale del 25 agosto 1976

## Quarta serie: Volta
Le banconote della quarta serie rappresentano sul recto a destra, il "Ritratto di Alessandro Volta", da un'incisione di Giovita Garavaglia conservata a Roma presso il Gabinetto Nazionale delle Stampe, oltre alla riproduzione del modello della pila, custodita, assieme ad altri cimeli, nel Tempio Voltiano di Como. La filigrana, a punto fisso, è costituita da tre elementi: nella parte sinistra del biglietto compare la stessa testa di Alessandro Volta; nella zona immediatamente sottostante è riportato, in filigrana a linea chiara, il monogramma "BI" compreso tra motivi ornamentali; a destra sono riprodotti, con effetto chiaroscuro, elementi geometrici adiacenti l'uno all'altro, di forma rettangolare, con il lato maggiore disposto in direzione verticale. Sul verso è rappresentata una veduta Tempio Voltiano di Como, edificio di stile neoclassico, eretto nel 1927 in occasione delle celebrazioni per il centenario della morte di Volta, dove sono conservati cimeli e altre testimonianze sullo scienziato.
Il bozzetto fu di Giovanni Pino, l'incisione di Alberto Canfarini e Franco Zannotti. La banconota aveva dimensioni di 133 mm × 70 mm; la carta era filigranata, lievemente colorata, di impasto speciale ad alte caratteristiche, contenente fibrille luminescenti e un filo di sicurezza svolgentesi in senso verticale. Il biglietto era stampato in calcografia e offset secco e umido dall'Officina della Banca d'Italia. Ne vennero autorizzati: 3 200 000 000 pezzi (D.M. 3 settembre 1984).